# 노 엔트리
노 엔트리(No Entry)는 미국에서 제작된 아니스 바즈미 감독의 2005년 코미디 영화이다. 아닐 카푸르 등이 주연으로 출연하였다.

## 출연

### 주연
- 아닐 카푸르
- 살만 칸

### 조연
- 비파샤 바수
- 라라 두타
- 파르딘 칸
- 보만 이라니